# Odette Wegwarth
Odette Wegwarth ist eine deutsche Psychologin und Bildungsforscherin. Sie beschäftigt sich vor allem mit der Risikokompetenz und Risikoinformation im medizinischen Bereich. Ihre Forschungsergebnisse werden insbesondere in der ärztlichen Weiterbildung und bei der Gestaltung von Patientenbroschüren eingesetzt.

## Biografie
Odette Wegwarth erwarb 2003 an der Universität Potsdam das Diplom in Psychologie. 2007 promovierte sie an der Humboldt-Universität in Berlin. Danach war sie bis 2008 als Postdoktorandin und bis 2011 als wissenschaftliche Mitarbeiterin am Max-Planck-Institut für Bildungsforschung (Harding-Zentrum für Risikokompetenz) tätig. 2011 wurde sie dort Leitende Wissenschaftlerin. 2015 habilitierte sich Wegwarth an der Charité in Berlin und erhielt die Venia Legendi für medizinische Soziologie und Rehabilitationswissenschaften. 
Von 2015 bis 2016 war sie Vorstandsvorsitzende der „Stiftung Gesundheitswesen“ in Berlin. Gleichzeitig leitete sie das FORECEE-Projekt am Harding-Zentrum. 2017 kehrte Wegwarth als Wissenschaftlerin in die Abteilung „Adaptives Verhalten und Kognition“ am Max-Planck-Institut für Bildungsforschung zurück. Seit Emeritierung des Abteilungsdirektors Gerd Gigerenzer in 2017, arbeitet Wegwarth als Senior Research Scientist und Forschungsgruppenleiterin in der Abteilung "Adaptive Rationalität."  2020 vergab die Deutsche Forschungsgemeinschaft eine an der Charité angesiedelte Heisenberg-Professur an Wegwarth.

## Auszeichnungen (Auswahl)
- 2009: Visiting Fellow Grant, Clinical Epidemiology Interdisciplinary Research Group, Cardiff University (UK).
- 2010: International Collaboration Grant, Icahn School of Medicine at Mount Sinai, New York City (USA).
- 2013: Early Investigator Award, Society of Behavioral Medicine, San Francisco (USA).
- 2016: Dr. Lothar und Martin Beyer-Preis der Deutschen Gesellschaft für Allgemeinmedizin und Familienmedizin, Frankfurt/Main.
- 2019– : Geladene Expertin beim WHO European Technical Consultation on Screening, Weltgesundheitsorganisation, UN-City Kopenhagen (DK).
- 2019: Geladene Expertin, Nobel Prize Dialogues „Towards Health: Equality, Responsibility, and Research“ / Panel: „Vaccine hesitancy“, auf Einladung der Nobel-Stiftung, des schwedischen Botschafters Per Thöresson und der Leopoldina, Berlin.
- 2021: Geladene Expertin beim WHO Global Technical Consultation on developing metrics and indicators to quantify the burden of infodemic on health and well-being, Weltgesundheitsorganisation, Genf (Schweiz).
- 2022: Berufendes Mitglied des Sozialwissenschaftlichen Beraterstabs bei der Pandemiebekämpfung, Berliner Senats für Wissenschaft, Gesundheit, Pflege und Gleichstellung

## Publikationen (Auswahl)
- mit G. Wagner et al: Assessment of German public attitudes toward health communications with varying degrees of scientific uncertainty regarding COVID-19. In: JAMA Network Open. 3(12), Article e2032335. online
- mit N. Pashayan: When evidence says no: Gynecologists’ reasons for (not) recommending ineffective ovarian cancer screening. In: BMJ Quality & Safety. Advance online publication. online
- mit Gerd Gigerenzer: US gynecologists’ estimates and beliefs regarding ovarian cancer screening’s effectiveness 5 years after release of the PLCO evidence. In: Scientific Reports. 8, 2018, Article 17181. online
- mit G. G. Wagner, Gerd Gigerenzer: Can facts trump unconditional trust? Evidence-based information halves the influence of physicians’ non-evidence-based cancer screening recommendations. In: PLOS ONE. 12(8), 2017, Article e0183024. online
- Cancer survival rates: The CONCORD-2 study. In: The Lancet. 386(9992), 2015, S. 429–429. online